# Lias Andersson
Lias Andersson (* 13. Oktober 1998 in Smögen) ist ein schwedischer Eishockeyspieler, der seit Juli 2024 beim EHC Biel aus der Schweizer National League unter Vertrag steht. Zuvor verbrachte der der Center zwei Jahre in der Organisation der New York Rangers, die ihn im NHL Entry Draft 2017 an siebter Position ausgewählt hatten, sowie drei Jahre bei den Los Angeles Kings in der National Hockey League (NHL). Mit der schwedischen Nationalmannschaft gewann er die Goldmedaille bei der Weltmeisterschaft 2018.

## Karriere
Lias Andersson durchlief in seiner Jugend die Nachwuchsabteilungen des Kungälvs IK, bevor er sich zur Saison 2014/15 HV71 anschloss und fortan für deren J20 in der J20 SuperElit auflief, der höchsten schwedischen Juniorenliga. In der Spielzeit 2015/16 führte er die gesamte Liga in Scorerpunkten (59) an, während er zudem über 20 Einsätze für die Herrenauswahl von HV71 in der Svenska Hockeyligan (SHL) absolvierte, Schwedens höchster Profispielklasse. Dort etablierte sich der Angreifer im Jahr darauf und gewann mit dem Team prompt die Playoffs um die schwedische Meisterschaft. In der Folge galt er auch als eines der vielversprechendsten Talente im anstehenden NHL Entry Draft 2017, sodass er dort von den New York Rangers an siebter Position berücksichtigt wurde. Andersson wurde damit zum am höchsten gewählten Schweden seit Elias Lindholm (2013, Position 5). Darüber hinaus hatten ihn bereits im Vorjahr der HK Metallurg Magnitogorsk im KHL Junior Draft 2016 an 83. Position und die Kitchener Rangers beim CHL Import Draft in der zweiten Runde als 110. Spieler ausgewählt.
Im Mai 2017 war bekannt geworden, dass Andersson zur neuen Saison innerhalb der SHL zum Frölunda HC wechseln wird. Im Juli 2017 unterzeichnete er einen Einstiegsvertrag bei den Rangers, bei denen er Teile der Saisonvorbereitung absolvierte und sich anschließend auf Leihbasis dem Frölunda HC anschloss. In der Folge war der Mittelstürmer bis Januar 2018 in seiner Heimat aktiv, als er erstmals fest nach Nordamerika wechselte und fortan für das Farmteam der Rangers, das Hartford Wolf Pack, in der American Hockey League (AHL) auflief. Nach knapp zwei Monaten in Hartford beriefen ihn die Rangers in die National Hockey League (NHL), sodass Andersson Ende März 2018 sein NHL-Debüt gab und dabei prompt sein erstes Tor erzielte.
Die Saison 2018/19 beendete Andersson mit 42 NHL-Einsätzen, jedoch gelang es ihm nicht, sich endgültig im Aufgebot der Rangers zu etablieren. Schließlich kehrte er im Januar 2020 auf Leihbasis bis zum Saisonende zu seinem Ausbildungsverein HV71 zurück. Dieses Leihgeschäft wurde im Juli 2020 verlängert. Während des NHL Entry Draft 2020 im Oktober 2020 gaben ihn die New York Rangers in der Zwischenzeit jedoch im Tausch für ein Zweitrunden-Wahlrecht in diesem Draft an die Los Angeles Kings ab. Dort wiederum war der Schwede drei Jahre aktiv, ehe er sich im Juli 2023 als Free Agent den Canadiens de Montréal anschloss, aber bisher ausschließlich bei deren Farmteam Rocket de Laval auflief. Nachdem keine Aussicht auf eine Vertragsverlängerung bestanden hatte, entschied sich Andersson bereits im Juni 2024 zu einer Rückkehr nach Europa, wo er sich dem EHC Biel aus der Schweizer National League anschloss.

### International
Auf internationaler Ebene debütierte Andersson für sein Heimatland bei der World U-17 Hockey Challenge im November 2014 und gewann dort mit dem Team die Bronzemedaille, bevor auf U18-Niveau jeweils die Silbermedaille beim Ivan Hlinka Memorial Tournament 2015 und der U18-Weltmeisterschaft 2016 folgte. Die U20-Nationalmannschaft Schwedens vertrat der Angreifer anschließend bei den U20-Weltmeisterschaften 2017 und 2018, wobei er mit den Tre Kronor erst den vierten Platz und im Jahr darauf einen weiteren zweiten Rang erreichte. Nach dieser erneuten Finalniederlage sorgte Andersson für Schlagzeilen, indem er seine Silbermedaille direkt nach der Siegerehrung in die Zuschauerränge warf.
Im Mai 2018 wurde Andersson für sein Verhalten während der Medaillenzeremonie – wie auch einige seiner Teamkollegen und Trainer – zunächst für vier Spiele der U20-Weltmeisterschaft 2019 gesperrt. Da jedoch abzusehen war, dass Andersson aller Voraussicht nach nicht an diesem Turnier teilnehmen würde, änderte die Internationale Eishockey-Föderation das Urteil kurze Zeit später und sperrte ihn stattdessen für die ersten vier Partien der Herren-Weltmeisterschaft 2019 in der Slowakei. Ungeachtet dessen nahm der Stürmer an der Herren-Weltmeisterschaft 2018 in Dänemark teil, bei der er für die schwedische A-Nationalmannschaft bei einem großen internationalen Turnier debütierte und dabei mit dem Team prompt die Goldmedaille gewann.

## Erfolge und Auszeichnungen
- 2017 Schwedischer Meister mit HV71

### International
| - 2015 Bronzemedaille bei der World U-17 Hockey Challenge im November - 2015 Silbermedaille beim Ivan Hlinka Memorial Tournament - 2016 Silbermedaille bei der U18-Weltmeisterschaft | - 2018 Silbermedaille bei der U20-Weltmeisterschaft - 2018 Goldmedaille bei der Weltmeisterschaft |

## Karrierestatistik
Stand: Ende der Saison 2024/25

### International
Vertrat die Schweden bei:
| - World U-17 Hockey Challenge 2014 (November) - Ivan Hlinka Memorial Tournament 2015 - U18-Weltmeisterschaft 2016 | - U20-Weltmeisterschaft 2017 - Weltmeisterschaft 2018 - U20-Weltmeisterschaft 2018 |

(Legende zur Spielerstatistik: Sp oder GP = absolvierte Spiele; T oder G = erzielte Tore; V oder A = erzielte Assists; Pkt oder Pts = erzielte Scorerpunkte; SM oder PIM = erhaltene Strafminuten; +/− = Plus/Minus-Bilanz; PP = erzielte Überzahltore; SH = erzielte Unterzahltore; GW = erzielte Siegtore; 1 Play-downs/Relegation; Kursiv: Statistik nicht vollständig)

## Familie
Lias Andersson entstammt einer Eishockey-Familie. Sein Vater Niklas Andersson und dessen Bruder Mikael Andersson liefen beide in der NHL auf und vertraten Schweden bei zahlreichen internationalen Turnieren. Zudem waren auch Thomas Andersson, ein weiterer Bruder von Niklas, und Ronny Andersson, Vater der drei Brüder, in ihrer schwedischen Heimat im Profibereich aktiv.